# Jennifer Carpenter

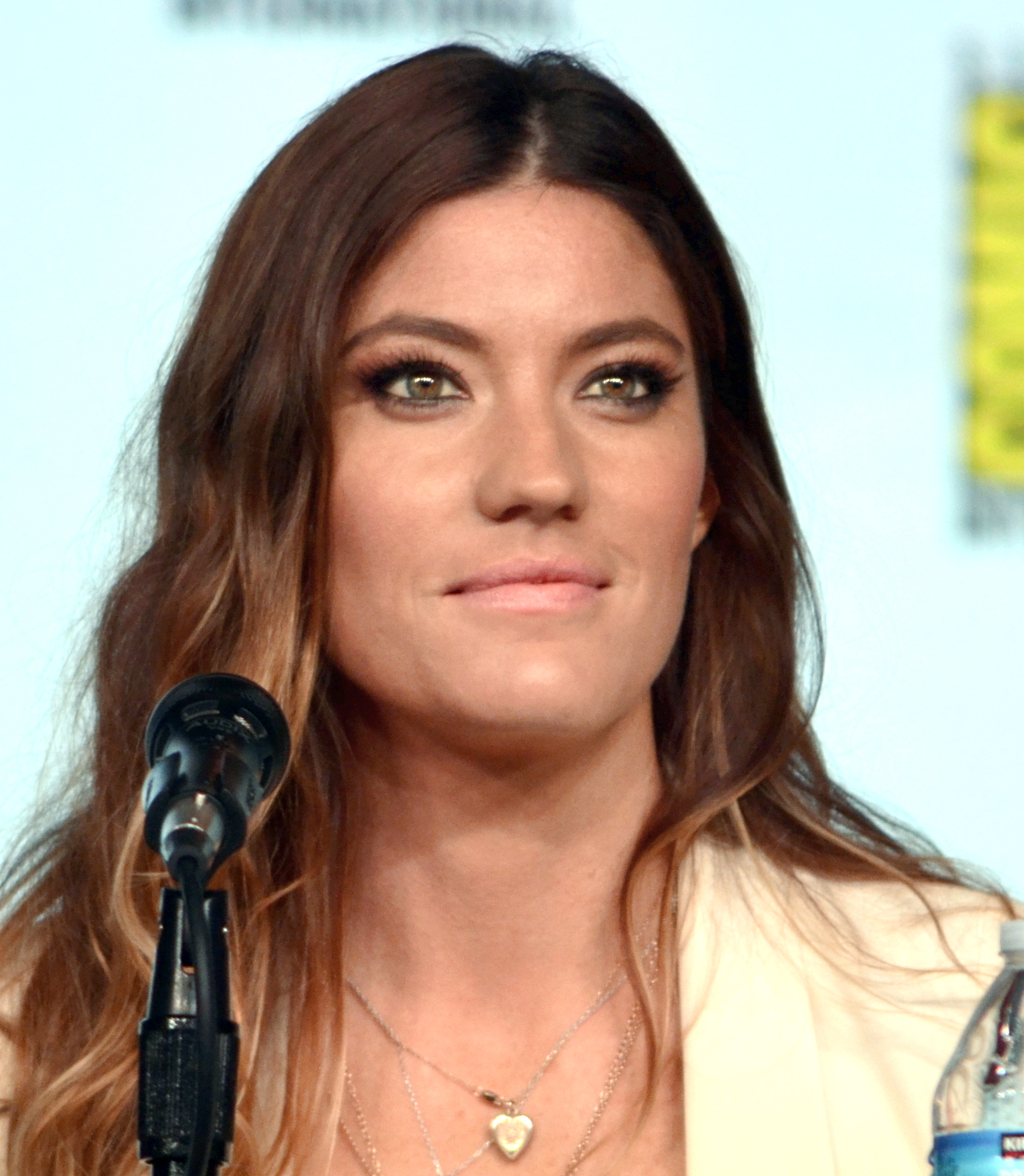
Jennifer Carpenter auf der San Diego Comic-Con 2012

Jennifer Leann Carpenter (* 7. Dezember 1979 in Louisville, Kentucky) ist eine US-amerikanische Filmschauspielerin, die insbesondere durch ihre Rolle in der Krimiserie Dexter bekannt wurde.

## Leben und Karriere
Jennifer Carpenter wurde als Tochter von Catherine Mitchell und Robert Carpenter in Kentucky geboren. In Louisville besuchte sie die römisch-katholische Sacred Heart Academy High School. Während ihrer Schulzeit war sie an Theateraufführungen beteiligt und erlangte dadurch ihr Interesse an der Schauspielerei. Zudem trat sie während ihrer letzten zwei Schuljahre in Louisville auch im Walden Theatre auf, wo sie 2014 geehrt wurde.
Nach ihrem Abschluss ging sie nach New York City, wo Carpenter als eine von zwanzig Studenten für die renommierte Juilliard School ausgewählt wurde und absolvierte dort von 1998 bis 2002 ihre Schauspielausbildung. 2002 gab sie noch vor ihrem Abschluss ihr Debüt am Broadway und stand neben Liam Neeson und Laura Linney in der Broadway-Produktion "Die Feuerprobe" (The Crucible) auf der Bühne und spielte unter der Regie von Richard Eyre die Rolle der Mary Warren.
Seit dieser Zeit ist sie in Film und Fernsehen zu sehen. Ihren Durchbruch hatte Jennifer Carpenter 2005 mit dem Film Der Exorzismus von Emily Rose, in dem sie die Titelrolle spielte und dafür bei den MTV Movie Awards 2006 für die „beste verängstigte Darstellung“ ausgezeichnet wurde. Bekannt ist sie insbesondere durch ihre Rolle als Debra Morgan in der Fernsehserie Dexter, die sie von 2006 bis 2013 in acht Staffeln verkörperte. Diese Darstellung beeindruckte eine Reihe von Kritikern.
2008 spielte sie im Horrorfilm Quarantäne die Hauptrolle der Angela Vidal. 2011 war in sie in dem Off-Broadway Stück Gruesome Playground Injuries im Second Stage Theatre zu sehen und hatte eine Gastrolle bei The Good Wife. 2012 war Carpenter neben Amanda Seyfried in dem Thriller Gone zu sehen. 2014 lieh sie für The Evil Within erstmals einem Computerspiel ihre Stimme. Zwischen 2015 und 2016 spielte sie in der Fernsehserie Limitless, einem Spin-off des Films Ohne Limit, eine Hauptrolle neben Jake McDorman, bis die Serie nach einer Staffel eingestellt wurde. Regisseur S. Craig Zahler besetzte sie in seinen Filmen Brawl in Cell Block 99 und Dragged Across Concrete. 2019 war sie als Hauptdarstellerin an der Seite von Morris Chestnut in der Fernsehserie The Enemy Within als Hochverräterin und ehemalige CIA-Agentin zu sehen. In dem Filmdrama A Mouthful of Air war Carpenter 2021 erneut an der Seite von Seyfried zu sehen. 
Von 2021 bis 2022 verkörperte sie in dem Revival Dexter: New Blood erneut die Rolle der Debra Morgan.

## Privates
Carpenter war von Dezember 2008 bis Dezember 2011 mit Michael C. Hall, ihrem Serienbruder aus Dexter, verheiratet. 2015 verlobte sich Carpenter mit dem US-amerikanischen Musiker Seth Avett, Sänger und Gitarrist der Avett Brothers, den sie 2016 heiratete. Die beiden sind Eltern eines Sohnes (* 2015).
2010 nahm sie am New-York-City-Marathon teil.

## Filmografie (Auswahl)
- 2002: People Are Dead
- 2003: Ash Tuesday
- 2004: Spy Girls – D.E.B.S. (D.E.B.S.)
- 2004: White Chicks
- 2005: Last Days of America
- 2005: Queen B
- 2005: Lethal Eviction
- 2005: Der Exorzismus von Emily Rose (The Exorcism of Emily Rose)
- 2006: The Dog Problem
- 2006–2013: Dexter (Fernsehserie, 96 Folgen)
- 2007: Battle in Seattle
- 2008: Quarantäne (Quarantine)
- 2010: Faster
- 2011: Good Wife (Fernsehserie, Folge 3x10)
- 2011: Pakt der Rache (Seeking Justice)
- 2012: Gone
- 2012: Ex-Girlfriends
- 2012: The Factory
- 2014: The Devil’s Hand – Vergib mir Vater, denn ich habe gesündigt (Where the Devil Hides)
- 2015–2016: Limitless (Fernsehserie, 22 Folgen)
- 2017: Brawl in Cell Block 99
- 2018: Dragged Across Concrete
- 2018: Batman – Gotham by Gaslight (Stimme)
- 2019: The Enemy Within (Fernsehserie, 13 Folgen)
- 2020: Mortal Kombat Legends – Scorpion's Revenge (Stimme)
- 2021: A Mouthful of Air
- 2021–2022: Dexter: New Blood (Fernsehserie, 10 Folgen)
- 2025: 1923 (Fernsehserie, Folge 2x02)

## Auszeichnungen und Nominierungen
- MTV Movie Award beste Darstellung der Angst Der Exorzismus von Emily Rose
- Nominierung: MTV Movie Award bester Durchbruch Der Exorzismus von Emily Rose
- Nominierung: Saturn Award beste Nebendarstellerin Der Exorzismus von Emily Rose
- Saturn Award beste Nebendarstellerin (Fernsehen) für Dexter
- Nominierung: Critics’ Choice Television Award beste Nebendarstellerin für Dexter
- Nominierung: Golden Nymph Award beste Darstellerin für Dexter
- Nominierung: Prism Award beste Darstellerin für Dexter
- Nominierung: Saturn Award beste Nebendarstellerin für Dexter
- Nominierung: Screen Actors Guild Award bestes Ensemble für Dexter